# جون ريتشاردسون (موسيقي)
جون ريتشاردسون (بالإنجليزية: John Richardson)‏ هو موسيقي وطبال أمريكي، ولد في 13 مايو 1964 في تشامبيغن في الولايات المتحدة.

## وصلات خارجية
- جون ريتشاردسون على موقع ميوزك برينز (الإنجليزية)
- جون ريتشاردسون على موقع ديسكوغز (الإنجليزية)